# Ney Elias

Holzschnitt Ney Elias (1844–1897)

Ney Elias (* 10. Februar 1844 in Widmore Kent; † 31. Mai 1897 in London) war ein englischer Forschungsreisender, Geograf und Diplomat.

## Leben
Ney war der zweite Sohn von Ney Elias († 1891) aus Kensington und dessen Ehefrau Sophia, die beide aus alt eingesessenen jüdischen Handelsfamilien stammten. Nachdem seinen Eltern konvertiert waren, wurde Elias und seine vier Brüder und zwei Schwestern im christlichen Glauben erzogen. Er erhielt seine Erziehung in London, Paris und Dresden. 1865 wurde er zum Fellow der Royal Geographical Society gewählt und studierte Geographie und Vermessung unter den Lehrern der Society. 1866 wurde er nach Shanghai geschickt und wurde im Handelshaus der Familie seiner Mutter, Barnet & Co., beschäftigt, die Handel zwischen Bristol und Shanghai betrieben.

## Auf Forschungsreisen
Mit dem Handelsgeschäft seiner Familie konnte Elias sich nicht anfreunden und unternahm drei Forschungsreisen 1867, 1868 und 1869, auf denen er erfolgreich den zwischen 1851 und 1853 veränderten Verlauf und nunmehr neuen Verlauf des unteren Hoangho (oder Yellow River) bestimmte. Er gab 1868 als erster einen genaueren Bericht, für den er die Erwähnung und Gratulation von der Royal Geographical Society erhielt.
Im Juni 1872 verließ er in Begleitung seines chines. Diener Moses Peking, mit der Absicht, die Wüste Gobi zu durchqueren und die westliche Mongolei.  Er reiste fast 2500 Meilen bis zur russischen Grenze und danach weitere 2300 Meilen bis Nischni Nowgorod im europäischen Teil Russlands. Der Abschnitt der Reise war besonders bemerkenswert: Er durchquerte chinesische Provinzen, die von Tungani (auch Dungan oder Tungrians genannt) Rebellen überrannt waren und befand sich in ständiger Gefahr, attackiert zu werden. Die Tunganis waren chinesische Muslime, die wegen ihres Glaubens angegriffen wurden. Seine Karawane war klein, was er bevorzugte, aber dadurch verletzbar. Das Wetter war bitterkalt, das Terrain oft gebirgig und die Verbindung zur Außenwelt war immer schwierig. Trotz dieser Schwierigkeiten brachte die brauchbaren meteorologische Daten und geologisches Gestein mit zurück. Besonders wichtig waren Vermessungen, mit denen es gelang, eine bemerkenswert akkurate Karte zu erstellen. Für die Leistung wurde er 1873 mit der Founders Goldmedaille der Royal Geographical Society ausgezeichnet.

## In Diensten der indischen Regierung
Elias hatte seine Karriere als Geschäftsmann aufgegeben und benötigte nun eine neue Aufgabe. Auf Empfehlung von Sir Henry Rawlinson von der Royal Geographical Society und Sir Bartle Frere erhielt er eine Anstellung bei der indischen Regierung. Nachdem er unbedeutende Stellen in Kalkutta und Mandalay akzeptiert hatte, wurde er 1874 als Stellvertreter von Horace Browne ernannt, für die Überland-Mission von Burma nach China, die das Gebiet für den Handel erschließen sollte. Der Auftrag scheiterte, nachdem ihr Übersetzer, Augustus Raymond Margary, ermordet worden war. Zum Glück hatte Elias eine andere Strecke gewählt. Seine Vermessung des Shueli River war das einzig positive Ergebnis dieser unheilvollen Expedition.
In Artikel in „The Times“ und anderswo versuchte Elias, die Aufmerksamkeit auf die politische Situation in Zentral-Asien zu lenken. Aber er wurde zunehmend frustrierter durch seinen Mangel an Gelegenheit, geographische und politische Daten zusammenzutragen, um dem wachsenden russischen Einfluss entgegentreten zu können. Aus seinem Plan für eine Expedition nach Tibet 1876 wurde nichts angesichts des Desinteresses der Regierung. 1877 wurde er der ergebnislos verlaufenen Mission von Robert Shaw nach Kaschgar zugeteilt. Er reiste als Vorhut nach Leh, wo, nach dem Tod von Jakub Bek, der 10 Jahre lang Ost-Turkestan regiert hatte, er die Expedition verließ. Elias verblieb als Kommissar von Ladakh in Ost-Turkestan und berichtete über die Ereignisse in Kaschgar, das soeben von den Chinesen wieder besetzt worden war.
1879 startete er auf eigene Initiative mit der Inspektion des Weges über den Karakorum and sandte an der Grenze eine freundliche Botschaft an den chinesischen Amban (offizielle Vertreter des Kaiserhofs) von Yarkund, der ihn einlud, weiter ins Land zu kommen. Captain Bridges, ein Ex-Dragoner Offizier, begleitet ihn. Sie warteten nicht auf Nachricht des Indischen Außenministeriums, die Unternehmung zu verbieten und sie reisten nach Yarkund. Obwohl der Amban in Peking in einem Jesuiten-College erzogen worden war, gab er vor, noch nie von England oder Indien gehört zu haben und die unverschämten Bemerkungen einiger Mutiger Einwohner von Hunan führte beinahe zu einem Zusammenstoß. Der Besuch endete jedoch ohne ernsthaftes Missgeschick. Die indische Regierung gab ihr Einverständnis zu dieser und nachfolgenden Reisen nach Ost-Turkestan. Somit wurde als amtlich verkündet Elias sei „in besonderem Dienst“ in Yarkund vom 14. Juni bis 17. August 1879 und „abgeordnet nach Kashgar“ vom 8. Mai bis September 1885.
Zwischendurch machte er Heimaturlaub in England, wo er ein Leberleiden auskurierte.
Im September 1885 verließ Elias auf Befehl der indischen Regierung in geheimer Mission Yarkund, um das Hochland von Pamir und den Flusslauf des oberen Oxus zu erkunden, der in den Aralsee mündet. Diese Reise hatte er schon seit 1880 geplant. Heute ist bekannt, dass der Oxus Teile von Afghanistan, Usbekistan, Turkmenistan, und Tadschikistan be- und entwässert. Nichtsdestoweniger vermaß er die Streckt von 600 Meilen von der chinesische Grenze nach Ischkoschim in Tadschikistan, bestimmte verschiedenen Punkte und Berghöhen des und besuchte den Zusammenfluss der Flüsse Murghab und Panjah, wo die Messung der Strömung darauf schließen ließ, das letztere den oberen Haupt-Verlauf des Oxus bildet. Die Lösung dieser Frage war politisch wichtig, weil der Flusslauf als östliche und nördliche Grenze von Afghanistan akzeptiert wurde. Entgegen seiner Schlussfolgerung wird jetzt der Wakh-Jir als Quelle des Oxus angesehen. Elias’ Informationen über die Ethnologie dieses Gebietes war jedoch ebenso bedeutend, weil sie die politische Bedeutung dieser empfindlichen Grenzregion bestätigte und die frühere Einschätzung von John Wood vervollständigte.
Elias war der erste Engländer, der das Pamir-Gebirge im Winter überquerte und der erste, der die afghanischen dependencies Shigan und Roshan besuchte. Elias vermaß mehr als ein Dutzend noch nicht kartografierte Pässe über 12,000 feet (ca. 4.000 m) und lokalisierte und identifizierte einen bis dato unbekannten Berggipfel über 24,000 feet Mustagh Ata 7500 m in den Chinesischen Pamirs.
Bei Herat traf er auf die afghanische Grenzkommission, die jetzt unter der Leitung von Colonel J. W. Ridgeway stand, wartete er auf weitere Instruktionen aus Calcutta. Da diese nicht eintrafen und Col. Ridgeway ihm nur einen Posten unter seinen Kommando – vermutlich aus Konkurrenzgründen – angeboten hatte, obwohl Elias gerne den Wakham vermessen hätte, machte er sich auf den Rückweg nach Indien via Balch und Chitral Badachschan. Er hatte den Norden Afghanistans durchquert ohne Eskorte, jedoch unter dem Schutz von Emir Abdur Rahman.
Im Januar 1888 wurde er mit dem C.I.E. geehrt, aber er nahm niemals diese Auszeichnung an.
Von November 1888 bis Februar 1889 war er im Sondereinsatz mit besonderen Aufgaben in Zusammenhang mit dem Sikkim-Krieg.
Im Oktober 1889 Übernahm er die Leitung über den Auftrag über die politische und geografische Lage der Shan-Staaten an der siamesisch-birmanischen Grenze zu berichten.
Am 14. Dezember 1891 wurde er zum Agenten des General-Gouverneurs in Maschhad und zum Generalkonsul für Chorasan und Seistan ernannt, wo er bis 1896 residierte. Aus gesundheitlichen Gründen musste er dann seinen Dienst aufgeben.
Ney Elias starb am 31. Mai 1897 in seiner Wohnung North Audley Street in London an Blutvergiftung. Er war nicht verheiratet.